# ブラッド・グリーン
ブラッド・グリーン（Brad Greene、1983年6月11日 - ）はアメリカ合衆国のプロレスラー。ノースカロライナ州ブーン出身。

## 来歴

### インディー団体
2002年、地元であるノースカロライナ州を拠点とする団体であるCWF Mid-Atlantic（Carolina Wrestling Federation Mid-Atlantic）が運営するミッドアトランティック・スポータトリウムにてトレーニングを開始し、ジェフ・ラッドに師事。同年にプロレスラーデビューを飾る。
2004年、ブラッド・レインズとスーパーブラッズ（SuperBrads）なるタッグチームを結成。1月31日、CWF Mid-Atlanticタッグ王座を懸けた1Dayトーナメントであるユニフィケーション・トーナメントに出場して決勝まで進出。ジェミニ・キッド & マイケル・ヤマハと対戦して勝利し、王座を戴冠した。
2005年12月9日、WWEがノースカロライナ州での公演の際に出場する機会を得てRAWの前座番組であるHEATに登場。グレゴリー・ヘルムズと対戦するが最後にシャイニング・ウィザードを決められ敗戦した。2006年1月28日、SmackDown!の前座番組であるVelocityにてボビー・ラシュリーと対戦するが早い段階でドミネーターを決められ秒殺負けを喫した。6月30日、HEATにてシェルトン・ベンジャミンと対戦するがエクスプロイダーを決められ敗戦した。
2007年11月17日、CWF Mid-Atlantic Ultimate Survivor Vにてリック・コンバースと組んでギャリー・スティーブンス & スティーブ・グリーンと2アウトオブ3フォールズタッグマッチを行い勝利。試合終了後にマイクアピールでWWEに入団する事を発表した。

### WWE

#### FCW
2007年11月、WWEとディベロップメント契約を交わし入団。傘下団体のFCWにてブラッド・アレン（Brad Allen）のリングネームでトレーニングを開始。12月18日、FCWハウスショーにてショーン・オズボーンとの対戦でデビューするが敗戦した。
2008年2月、ニック・ネメスとタッグを組んでマネージャーにタリン・テレルを従え活動。3月22日、FCWフロリダタッグ王座を保持するプエルトリカン・ナイトメアーズ（エディ・コロン & エリック・ペレス）に挑戦して勝利し、ベルトを奪取した。王座陥落後、出場機会がありながらも9月17日、WWEから解雇となった。

### インディー団体
WWE解雇後、2008年9月26日にFIP（Full Impact Pro）主宰のトーナメントであるジェフ・ピーターソン・メモリアルカップ2008に出場。準決勝のグラン・アクマ戦にて勝利し、決勝への切符を手に入れるが故障してしまい出場が危ぶまれたものの強行して試合に挑む事になり、エリック・スティーブンスと対戦するがドクターボムの連発に耐えきれず敗戦した。12月20日、FIP Unstoppable 2008にて元ECW所属のサル・リナウロと対戦。終盤にスプリングボート・ラリアットを決めるがカウント2で返された為、追撃にフライング・フラットライナーを喰らわせて勝利した。
2009年2月7日、ROHのROH Proving Ground 2009に参戦。FCW時代の同僚であるショーン・オズボーンと対戦して最後にアティテュード・アジャストメントを決めて勝利した。10月3日、FIP Fallout 2009にてFIPフロリダヘリテイジ王座を保持するレット・タイタスに挑戦。シェーン・デービス、フィル・デービス、女子マネージャーのエイミー・ビターレをセコンドに引き連れたタイタスに対して自身は往年の名レスラーであるロン・バスをセコンドに従えて対戦。シェーンとフィルの介入に苦戦しながらも最後はバスのアシストを受けてタイタスを倒し、ベルトを奪取した。
2010年1月16日、EVOLVEの旗揚げ戦となるEVOLVE 1にブラッド・アレンのリングネームで参戦。サイラス・ヤングと対戦してフラットライナーを決めて勝利した。3月27日、DGUSA（DRAGON GATE USA）のMercury Risingに参戦。TJPと対戦し、キックの応酬となるが最後に隙を突かれるとフィギュアフォー・デスロックを極められ敗戦した。
2011年4月16日、古巣であるCWF Mid-AtlanticのイベントであるHill Street Bluesにて復帰を果たす。スティーブ・グリーンと組んでリック・コンバース & サイシリスと対戦して勝利を飾った。
2014年8月より開始されたジョニー・ウィーバー・メモリアルカップ2014に出場。順調に勝ち進んで同月23日の決勝にてコリー・エドセルと対戦して勝利し、優勝を飾った。12月27日、CWF Mid-Atlantic Battlecade XVにてCWF Mid-Atlanticヘビー級王座を保持するロイ・ウィルキンスとノーDQマッチで対戦。ウィルキンスのセコンドであるユニットのコーチ・ジェミニ・オールスターの介入があり苦戦するも勝利し、ベルトを奪取した。
2015年5月2日、マット・ハーディーがノースカロライナ州にて主宰する団体であるOMEGA（Organization Of Modern Extreme Grappling Arts）のChaos In Cameron IIに参戦。TNA所属のイーサン・カーター3世と対戦するが敗戦した。8月14日、ジェフ・ジャレットが主宰するGFW（Global Force Wrestling）のGrand Slam Tourに参戦。ピーター・カーサ & ヴォーデル・ウォーカーと組んでアリ・アクバー & クリフ・コンプトン & ジェイソン・キンケードと対戦し、最後にカーサが630°スプラッシュを決めて勝利した。11月21日、OMEGA Loco In Joco 3にてCWF Mid-Atlanticヘビー級王座を保持するマーセラス・キング、チェット・スターリング、ロイ・ウィルキンスと4wayマッチによる王座戦を行いウィルキンスに勝利してベルトを奪取した。

## 得意技
- ベルト・ブルドッグ

リバース・ブルドッグ
ドルフ・ジグラーのジグザグと同型技。
- コークスクリュー・ムーンサルト
- Fボム

F5
- アティテュード・アジャストメント

デスバレードライバー
- フラットライナー
- スーパーキック

## 獲得タイトル
CWF Mid-Atlantic
- CWF Mid-Atlanticヘビー級王座 : 2回
- CWF Mid-Atlanticタッグ王座 : 2回

w / ブラッド・レインズ
- ジョニー・ウィーバー・メモリアルカップ : 2014年

FIP
- FIPフロリダヘリテイジ王座 : 1回
- ジェフ・ピーターソン・メモリアルカップ : 2008年

FCW
- FCWフロリダタッグ王座

w / ニック・ネメス

## 入場曲
- Chopping Spree